# Italië op de Olympische Winterspelen 2010

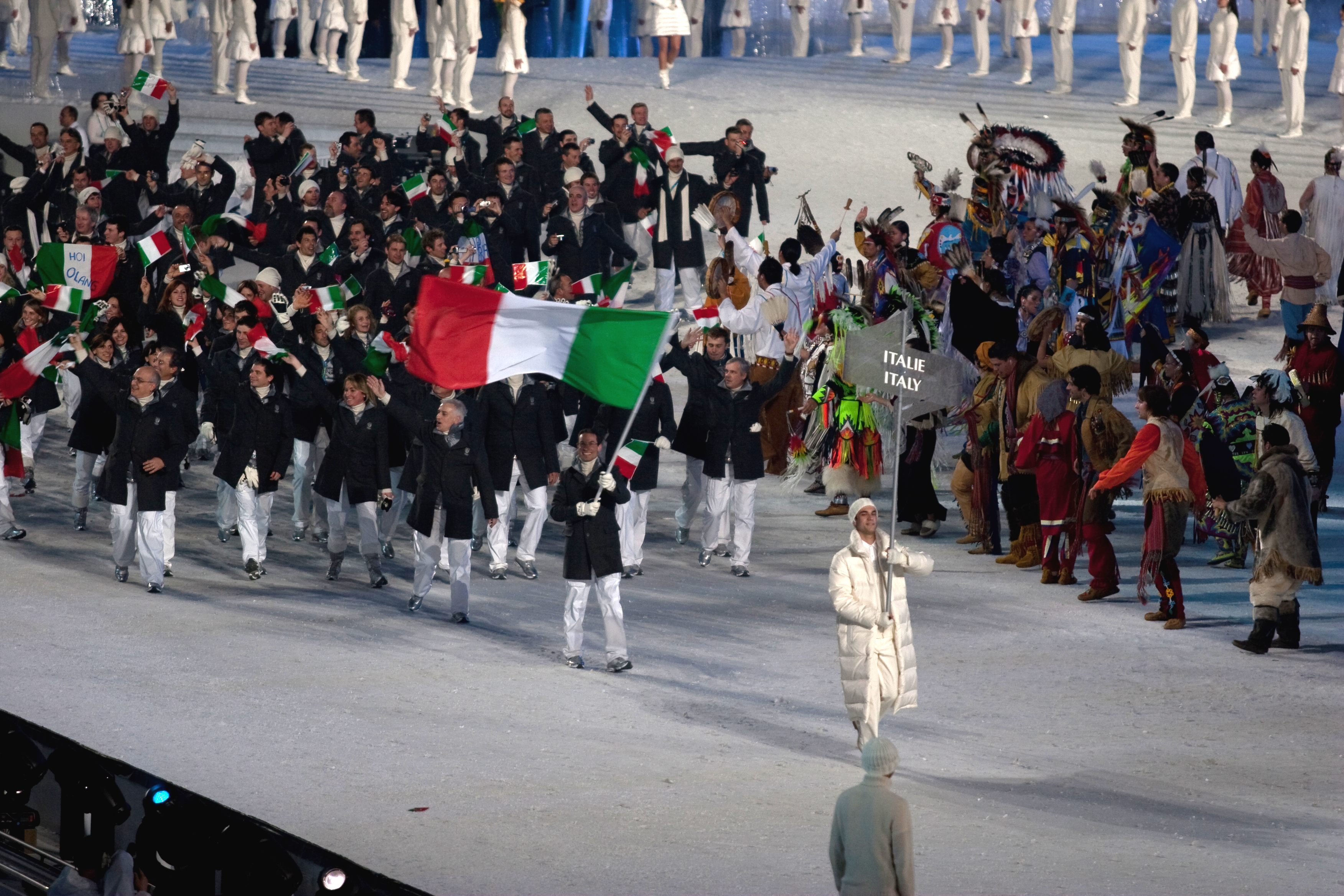
Het team van Italië bij de opening

Tijdens de Olympische Winterspelen van 2010, die in Vancouver (Canada) werden gehouden, nam Italië voor de eenentwintigste keer deel aan de Winterspelen.

## Medailleoverzicht
| Sport              | Olympiër              | Discipline                   | Medaille |
| ------------------ | --------------------- | ---------------------------- | -------- |
| Alpineskiën        | Giuliano Razzoli      | slalom (m)                   | Goud     |
| Langlaufen         | Pietro Piller Cottrer | 15 km vrije stijl (m)        | Zilver   |
| Noordse combinatie | Alessandro Pittin     | gundersen normale schans (m) | Brons    |
| Rodelen            | Armin Zöggeler        | enkel (m)                    | Brons    |
| Shorttrack         | Arianna Fontana       | 500 m (v)                    | Brons    |

## Deelnemers en resultaten

### Alpineskiën
| Olympiër              | Discipline          | Resultaat | Prestatie                         |
| --------------------- | ------------------- | --------- | --------------------------------- |
| Christof Innerhofer   | afdaling (m)        | 19e       | 1.55,58 (+1,27)                   |
| Christof Innerhofer   | Supercombinatie (m) | 8e        | 2.46,45 (+1,53) — 1.54,55+51,90   |
| Christof Innerhofer   | Super G (m)         | 6e        | 1.30,73 (+0,39)                   |
| Werner Heel           | afdaling (m)        | 12e       | 1.55,19 (+0,88)                   |
| Werner Heel           | Super G (m)         | 4e        | 1.30,67 (+0,33)                   |
| Patrick Staudacher    | afdaling (m)        | 35e       | 1.57,21 (+2,90)                   |
| Patrick Staudacher    | Super G (m)         | 7e        | 1.30,74 (+0,40)                   |
| Peter Fill            | afdaling (m)        | 15e       | 1.55,29 (+0,98)                   |
| Peter Fill            | Supercombinatie (m) | DNF       | 1.54,15+DNF                       |
| Peter Fill            | Super G (m)         | DSQ       | DSQ                               |
| Giuliano Razzoli      | Slalom (m)          | Goud      | 1.39,32 — 47,79+51,53             |
| Manfred Mölgg         | Reuzenslalom (m)    | 22e       | 2.40,51 (+2,68) — 1.18,94+1.21,57 |
| Manfred Mölgg         | Slalom (m)          | 7e        | 1.40,45 (+1,13) — 48,64+51,81     |
| Manfred Mölgg         | Supercombinatie (m) | DNF       | 1.58,29+DNF                       |
| Patrick Thaler        | Slalom (m)          | DNF       | 50,13+DNF                         |
| Cristian Deville      | Slalom (m)          | DNF       | DNF-1                             |
| Massimiliano Blardone | Reuzenslalom (m)    | 11e       | 2.39,35 (+1,52) — 1.17,47+1.21,88 |
| Alexander Ploner      | Reuzenslalom (m)    | 18e       | 2.39,77 (+1,94) — 1.18,67+1.21,10 |
| Davide Simoncelli     | Reuzenslalom (m)    | 19e       | 2.39,96 (+2,13) — 1.18,52+1.21,44 |
| Dominik Paris         | Supercombinatie (m) | 13e       | 2.47,99 (+3,07) — 1.53,54+54,45   |
|                       |                     |           |                                   |
| Johanna Schnarf       | afdaling (v)        | 26e       | 1.48,77 (+4,58)                   |
| Johanna Schnarf       | Super G (v)         | 4e        | 1.20,99 (+0,85)                   |
| Johanna Schnarf       | Supercombinatie (v) | 8e        | 2.11,29 (+2,15) — 1.25,72+45,57   |
| Daniela Merighetti    | afdaling (v)        | DNF       | DNF                               |
| Daniela Merighetti    | Supercombinatie (v) | DNF       | 2.11,82 (+2,68) — 1.25,41+46,41   |
| Daniela Merighetti    | Super G (v)         | DNF       | DNF-1                             |
| Lucia Recchia         | afdaling (v)        | 9e        | 1.46,50 (+2,31)                   |
| Lucia Recchia         | Super G (v)         | 7e        | 1.21,43 (+1,29)                   |
| Elena Fanchini        | afdaling (v)        | DNF       | DNF                               |
| Elena Fanchini        | Super G (v)         | 14e       | 1.22,17 (+2,03)                   |
| Manuela Mölgg         | Reuzenslalom (v)    | 17e       | 2.28,66 (+1,55) — 1.15,79+1.12,87 |
| Manuela Mölgg         | Slalom (v)          | 11e       | 1.45,31 (+2,42) — 53,09+52,22     |
| Federica Brignone     | Reuzenslalom (v)    | 18e       | 2.28,68 (+1,57) — 1.17,01+1.11,67 |
| Nicole Gius           | Reuzenslalom (v)    | 20e       | 2.28,87 (+1,76) — 1.17,16+1.11,71 |
| Nicole Gius           | Slalom (v)          | 8e        | 1.45,01 (+2,12) — 51,71+53,30     |
| Denise Karbon         | Reuzenslalom (v)    | 23e       | 2.29,37 (+2,26) — 1.18,22+1.11,15 |
| Denise Karbon         | Slalom (v)          | 18e       | 1.45,94 (+3,05) — 53,44+52,50     |
| Chiara Costazza       | Slalom (v)          | DNF       | 53,18+DNF                         |

### Biatlon
| Olympiër                                                     | Discipline                | Resultaat | Prestatie |
| ------------------------------------------------------------ | ------------------------- | --------- | --- |
| Mattia Cola                                                  | 10 km sprint (m)          | 60e       | 27.24,9 (+3,17,1) pen.: 1 (0 + 1)                                                                             |
| Mattia Cola                                                  | 12,5 km achtervolging (m) | 55e       | 39.50,9 (+6.12,5) pen.: 4 (0 + 0 + 0 + 4)                                                                     |
| Lukas Hofer                                                  | 10 km sprint (m)          | 56e       | 27.18,3 (+3.10,5) pen.: 4 (2 + 2)                                                                             |
| Lukas Hofer                                                  | 12,5 km achtervolging (m) | 54e       | 39.50,9 (+6.12,5) pen.: 5 (2 + 0 + 2 + 1)                                                                     |
| Lukas Hofer                                                  | 20 km individueel (m)     | 46e       | 53.23,7 (+5.01,2) pen.: 3 (0 + 1 + 1 + 1)                                                                     |
| Christian de Lorenzi                                         | 10 km sprint (m)          | 61e       | 27.25,9 (+3,18,1) pen.: 4 (2 + 2)                                                                             |
| Christian de Lorenzi                                         | 20 km individueel (m)     | 38e       | 53.03,6 (+4.41,1) pen.: 4 (1 + 0 + 2 + 1)                                                                     |
| Rene Laurent Vuillermoz                                      | 20 km individueel (m)     | 54e       | 54.19,7 (+5.57,2) pen.: 4 (0 + 1 + 1 + 2)                                                                     |
| Markus Windisch                                              | 10 km sprint (m)          | 44e       | 26.44,7 (+2.36,9) pen.: 0 (0 + 0)                                                                             |
| Markus Windisch                                              | 12,5 km achtervolging (m) | 53e       | 39.50,8 (+6.12,4) pen.: 6 (0 + 2 + 3 + 1)                                                                     |
| Markus Windisch                                              | 20 km individueel (m)     | 31e       | 52.38,7 (+4.16,2) pen.: 3 (0 + 3 + 0 + 0)                                                                     |
| Christian de Lorenzi Markus Windisch Lukas Hofer Mattia Cola | 4×7,5 km estafette (m)    | 12e       | 1:26.27,5 (+4.49,4) pen.: 1 (0+3 1+8) 20.16,7 (0+1 0+2) 21.39,6 (0+0 1+3) 21.44,1 (0+0 0+2) 22.47,1 (0+2 0+1) |
|                                                              |                           |           | |
| Roberta Fiandino                                             | 7,5 km sprint (v)         | 73e       | 23.11,6 (+3.16,0) pen.: 4 (3 + 1)                                                                             |
| Katja Haller                                                 | 7,5 km sprint (v)         | 38e       | 21.51,0 (+1.55,4) pen.: 1 (0 + 1)                                                                             |
| Katja Haller                                                 | 10 km achtervolging (v)   | 51e       | 36.20,9 (+6.04,9) pen.: 5 (1 + 2 + 2 + 0)                                                                     |
| Katja Haller                                                 | 15 km individueel (v)     | 18e       | 43.12,4 (+2.19,6) pen.: 0 (0 + 0 + 0 + 0)                                                                     |
| Karin Oberhofer                                              | 7,5 km sprint (v)         | 47e       | 22.08,9 (+2.13,3) pen.: 3 (1 + 2)                                                                             |
| Karin Oberhofer                                              | 10 km achtervolging (v)   | 53e       | 36.40,3 (+6.24,3) pen.: 6 (2 + 3 + 1 + 0)                                                                     |
| Karin Oberhofer                                              | 15 km individueel (v)     | 75e       | 49.18,6 (+8.25,8) pen.: 7 (0 + 1 + 2 + 4)                                                                     |
| Christa Perathoner                                           | 15 km individueel (v)     | 79e       | 50.23,3 (+9.30,5) pen.: 5 (1 + 1 + 1 + 2)                                                                     |
| Michela Ponza                                                | 7,5 km sprint (v)         | 43e       | 21.55,7 (+2.00,1) pen.: 2 (1 + 1)                                                                             |
| Michela Ponza                                                | 10 km achtervolging (v)   | 50e       | 36.11,9 (+5.55,9) pen.: 1 (0 + 1 + 0 + 0)                                                                     |
| Michela Ponza                                                | 15 km individueel (v)     | 27e       | 43.54,4 (+3.01,6) pen.: 1 (0 + 0 + 0 + 1)                                                                     |
| Michela Ponza Katja Haller Karin Oberhofer Roberta Fiandino  | 4×6 km estafette (v)      | 11e       | 1:12.54,2 (+3.17,9) pen.:0 (0+4 0+4) 18.20,5 (0+1 0+1) 17.58,2 (0+0 0+0) 18.19,3 (0+0 0+2) 18.16,2 (0+3 0+1)  |

### Bobsleeën
| Olympiër                                                        | Discipline      | Resultaat | Prestatie                                  |
| --------------------------------------------------------------- | --------------- | --------- | ------------------------------------------ |
| Fabrizio Tosini Sergio Riva                                     | tweemansbob (m) | 17e       | 3.30,66 (52,84 / 52,83 / 52,34 / 52,65)    |
| Simone Bertazzo Samuele Romanini                                | tweemansbob (m) | dsq-3     | (52,83 / 52,88 / 3e run gediskwalificeerd) |
| Simone Bertazzo Danilo Santarsiero Samuele Romanini Mirko Turri | viermansbob (m) | 9e        | 3.26,25 (51,57 /51,38 / 51,62 / 51,68)     |
|                                                                 |                 |           |                                            |
| Jessica Gillarduzzi Laura Curione                               | tweemansbob (v) | 13e       | 3.37,03 (54,15 / 54,37 / 54,40 / 54,11)    |

### Freestyleskiën
| Olympiër        | Discipline | Resultaat | Prestatie                               |
| --------------- | ---------- | --------- | --------------------------------------- |
| Deborah Scanzio | moguls (v) | 10e       | 22.19 ptn kwalificatie: 17e - 21.31 ptn |

### Kunstrijden
| Olympiër                          | Discipline | Resultaat | Prestatie                                                                 |
| --------------------------------- | ---------- | --------- | ------------------------------------------------------------------------- |
| Samuel Contesti                   | mannen     | 18e       | 187.50 (korte kür: 70.60, vrije kür: 116.90)                              |
| Paolo Bacchini                    | mannen     | 20e       | 177.21 (korte kür: 64.42, vrije kür: 112.79)                              |
| Carolina Kostner                  | vrouwen    | 16e       | 151.90 (korte kür: 63.02, vrije kür: 88.88)                               |
| Nicole Della Monica Yannick Kocon | paren      | 12e       | 161.60 (korte kür: 56.82, vrije kür: 104.78)                              |
| Federica Faiella Massimo Scali    | ijsdansen  | 5e        | 199.17 (verplichte dans: 39.88, originele dans: 60.18, vrije dans: 99.11) |
| Anna Cappellini Luca Lanotte      | ijsdansen  | 12e       | 167.32 (verplichte dans: 33.13, originele dans: 51.45, vrije dans: 82.74) |

### Langlaufen
| Olympiër                                                                          | Discipline              | Resultaat | Prestatie |
| --------------------------------------------------------------------------------- | ----------------------- | --------- | --- |
| Giorgio Di Centa                                                                  | 15 km vrije stijl (m)   | 10e       | 34.36,2 (+59,9) |
| Giorgio Di Centa                                                                  | 30 km achtervolging (m) | 12e       | 1:16.05,1 (+53,7) |
| Giorgio Di Centa                                                                  | 50 km klassiek (m)      | 11e       | 2:05.49,0 (+13,5) |
| Valerio Checchi                                                                   | 15 km vrije stijl (m)   | 19e       | 34.53,7 (+1.17,4) |
| Valerio Checchi                                                                   | 50 km klassiek (m)      | 31e       | 2:10.49,7 (+5.14,2)                                                                                                   |
| Roland Clara                                                                      | 50 km klassiek (m)      | 36e       | 2:11.00,8 (+5.25,3)                                                                                                   |
| Loris Frasnelli                                                                   | sprint (m)              | KF        | kwalificatie: 3.41,78 (+7,21) 30e; kwartfinale-1: 3.40,9 (+4,5) 6e                                                    |
| Davis Hofer                                                                       | sprint (m)              |           | kwalificatie: 3.42,89 (+8,32) 39e                                                                                     |
| Davis Hofer                                                                       | 30 km achtervolging (m) | 53e       | 1:25.02,6 (+9.51,2)                                                                                                   |
| Thomas Moriggl                                                                    | 15 km vrije stijl (m)   | 24e       | 34.59,9 (+1.23,6) |
| Thomas Moriggl                                                                    | 30 km achtervolging (m) | 24e       | 1:17.40,9 (+2.29,5)                                                                                                   |
| Fabio Pasini                                                                      | sprint (m)              | KF        | kwalificatie: 3.40,86 (+6,29) 26e; kwartfinale-3: 3.35,7 (+1,2) 5e                                                    |
| Renato Pasini                                                                     | sprint (m)              | KF        | kwalificatie: 3.39,63 (+5,06) 22e; kwartfinale-4: 3.42,8 (+1,0) 4e                                                    |
| Pietro Piller Cottrer                                                             | 15 km vrije stijl (m)   | Zilver    | 34.00,9 (+24,6) |
| Pietro Piller Cottrer                                                             | 30 km achtervolging (m) | 14e       | 1:16.19,9 (+1.08,5)                                                                                                   |
| Pietro Piller Cottrer                                                             | 50 km klassiek (m)      | 26e       | 2:08.21,6 (+2.46,1)                                                                                                   |
| Cristian Zorzi Renato Pasini                                                      | teamsprint (m)          | 8e        | halve finale-2: 18.43,9 (3e); finale: 19.21,1 (+20,1)                                                                 |
| Team Italië Valerio Checchi Giorgio Di Centa Pietro Piller Cottrer Cristian Zorzi | 4× 10 km (m)            | 9e        | 1:47.16,6 (+2.11,2) 28.22,1 28.34,3 24.39,8 25.40,4                                                                   |
|                                                                                   |                         |           | |
| Elisa Brocard                                                                     | sprint (v)              | kw.       | kwalificatie: 3.58,27 (+20,22) 43e                                                                                    |
| Antonella Confortola                                                              | 30 km klassiek (v)      | 17e       | 1:34.07,7 (+3.34,0)                                                                                                   |
| Arianna Follis                                                                    | 10 km vrije stijl (v)   | 11e       | 25.54,1 (+55,7) |
| Arianna Follis                                                                    | 15 km achtervolging (v) | 9e        | 41.21,6 (+1.23,5) |
| Magda Genuin                                                                      | sprint (v)              | 5e        | kwalificatie: 3.42,18 (+4,13) 4e; kwartfinale-2: 3.41,9 (1e); halve finale-1: 3.42,2 (+2,9) 2e; finale: 3.49,1 (+9,9) |
| Marianna Longa                                                                    | 10 km vrije stijl (v)   | 18e       | 26.06,2 (+1.07,8) |
| Marianna Longa                                                                    | 15 km achtervolging (v) | 7e        | 41.02,2 (+1.04,1) |
| Marianna Longa                                                                    | 30 km klassiek (v)      | 12e       | 1:33.19,9 (+2.46,2)                                                                                                   |
| Karin Moroder                                                                     | sprint (v)              | kw.       | kwalificatie: 3.53,74 (+15,69) 39e                                                                                    |
| Sylvia Rupil                                                                      | 10 km vrije stijl (v)   | 14e       | 25.58,5 (+1.00,1) |
| Sylvia Rupil                                                                      | 15 km achtervolging (v) | 16e       | 42.01,6 (+2.03,5) |
| Sabina Valbusa                                                                    | 10 km vrije stijl (v)   | 17e       | 26.05,8 (+1.07,4) |
| Sabina Valbusa                                                                    | 15 km achtervolging (v) | 18ee      | 42.19,4 (+2.21,3) |
| Sabina Valbusa                                                                    | 30 km klassiek (v)      | dns       | niet gestart |
| Magda Genuin Arianna Follis                                                       | teamsprint (v)          | 4e        | halve finale-1: 18.43,0 (2e); finale: 18.14,2 (+10,5)                                                                 |
| Team Italië Arianna Follis Marianna Longa Sylvia Rupil Sabina Valbusa             | 4× 5 km (v)             | 4e        | 56.04,9 (+45,4) 14.58,6 14.29,4 13.01,8 13.35,1                                                                       |

### Noordse combinatie
| Olympiër                                                           | Discipline                   | Resultaat | Prestatie                                                                           |
| ------------------------------------------------------------------ | ---------------------------- | --------- | ----------------------------------------------------------------------------------- |
| Armin Bauer                                                        | gundersen normale schans (m) | 43e       | schansspringen: 86,5 m - 91,5 p (44e + 2.56) langlaufen: 29.32,3                    |
| Armin Bauer                                                        | gundersen grote schans (m)   | 21e       | schansspringen: 117,5 m - 99,8 p (23e + 1.49) langlaufen: 27.49,1                   |
| Giuseppe Michielli                                                 | gundersen normale schans (m) | 33e       | schansspringen: 93,0 m - 107,0 p (38e + 1.54) langlaufen: 27.40,1                   |
| Giuseppe Michielli                                                 | gundersen grote schans (m)   | 23e       | schansspringen: 114,0 m - 94,0 p (27e + 2.12) langlaufen: 27.50,3                   |
| Alessandro Pittin                                                  | gundersen normale schans (m) | Brons     | schansspringen: 100,0 m - 123,5 p (6e + 0.48) langlaufen: 25.47,9                   |
| Alessandro Pittin                                                  | gundersen grote schans (m)   | 7e        | schansspringen: 122,5 m - 108,7 p (13e + 1.13) langlaufen: 26.13,6                  |
| Lukas Runggaldier                                                  | gundersen normale schans (m) | 16e       | schansspringen: 98,5 m - 119,0 p (16e + 1.06) langlaufen: 26.36,7                   |
| Lukas Runggaldier                                                  | gundersen grote schans (m)   | 11e       | schansspringen: 126,5 m - 114,2 p (7e + 0.51) langlaufen: 26.31,6                   |
| Lukas Runggaldier Armin Bauer Giuseppe Michielli Alessandro Pittin | team (m)                     | 10e       | schansspringen: 113,7/ 92,0/ 89,7/ 107,2 = 402,6 p (10e + 2.19) langlaufen: 54.14,5 |

### Rodelen
| Olympiër                                  | Discipline | Resultaat | Prestatie                                    |
| ----------------------------------------- | ---------- | --------- | -------------------------------------------- |
| Armin Zöggeler                            | mannen     | Brons     | 3.14,375 (48,473 / 48,529 / 48,914 / 48,459) |
| David Mair                                | mannen     | 17e       | 3.16,199 (48,976 / 48,989 / 48,387 / 48,845) |
| Reinhold Rainer                           | mannen     | 21e       | 3.16,334 (48,846 / 49,065 / 49,416 / 49,007) |
|                                           |            |           |                                              |
| Sandra Gasparini                          | vrouwen    | 20e       | 2.50,002 (42,339 / 42,161 / 42,881 / 42,621) |
|                                           |            |           |                                              |
| Christian Oberstolz Patrick Gruber        | dubbel     | 4e        | 1.23,112 (41,527 / 41,585)                   |
| Gerhard Plankensteiner Oswald Haselrieder | dubbel     | 9e        | 1.23,649 (41,789 / 41,860)                   |

### Schaatsen
| Olympiër                                                 | Discipline               | Resultaat | Prestatie                                                                              |
| -------------------------------------------------------- | ------------------------ | --------- | -------------------------------------------------------------------------------------- |
| Ermanno Ioriatti                                         | 500 m (m)                | 24e       | 71,799 (35,957 + 35,842)                                                               |
| Ermanno Ioriatti                                         | 1000 m (m)               | 33e       | 1.12,15                                                                                |
| Matteo Anesi                                             | 1500 m (m)               | 12e       | 1.47,34                                                                                |
| Enrico Fabris                                            | 1500 m (m)               | 10e       | 1.47,02                                                                                |
| Enrico Fabris                                            | 5000 m (m)               | 7e        | 6.20,53                                                                                |
| Luca Stefani                                             | 5000 m (m)               | 25e       | 6.41,75                                                                                |
| Matteo Anesi Enrico Fabris Ermanno Ioriatti Luca Stefani | ploegenachtervolging (m) | 6e        | kwartfinale: 3.46,34, verloor van Canada 5e/6e plaats: 3.54,39, verloor van Zuid-Korea |
|                                                          |                          |           |                                                                                        |
| Chiara Simionato                                         | 500 m (v)                | 25e       | 78,765 (39,480 + 39,285)                                                               |
| Chiara Simionato                                         | 1000 m (v)               | 19e       | 1.18,13                                                                                |
| Chiara Simionato                                         | 1500 m (v)               | 27e       | 2.02,38                                                                                |

### Schansspringen
| Olympiër            | Discipline              | Resultaat | Prestatie                                                           |
| ------------------- | ----------------------- | --------- | ------------------------------------------------------------------- |
| Sebastian Colloredo | normale schans ind. (m) | 29e       | 229 p. (96,0 m en 96,5 m) kwalificatie 35e — 113 p. (96,0 m)        |
| Sebastian Colloredo | grote schans ind. (m)   | 27e       | 202,2 p. (118,5 m en 120,5 m) kwalificatie 18e — 125,2 p. (131,5 m) |
| Andrea Morassi      | normale schans ind. (m) | 43e       | 106 p. (92,5 m en dnq) kwalificatie 32e — 114 p. (96,5 m)           |
| Andrea Morassi      | grote schans ind. (m)   | 48e       | 59,9 p. (100,5 m en dnq) kwalificatie 31e — 109,7 p. (124,0 m)      |
| Roberto Dellasega   | normale schans ind. (m) | dsq       | kwalificatie: dsq                                                   |
| Roberto Dellasega   | grote schans ind. (m)   | 54e       | kwalificatie: 44e — uitgeschakeld: 87,8 p. (113,5 m)                |

dsq: gediskwalificeerd, dnq: niet geplaatst voor de tweede ronde

### Shorttrack
| Olympiër                                                                  | Discipline           | Resultaat | Prestatie                                                                   |
| ------------------------------------------------------------------------- | -------------------- | --------- | --------------------------------------------------------------------------- |
| Nicolas Bean                                                              | 500 m (m)            | 20e       | vr1: 42,344 (3e)                                                            |
| Nicolas Bean                                                              | 1000 m (m)           | 12e       | vr4: 1.26,781 (2e), kf1: 1.25,827 (3e)                                      |
| Nicolas Bean                                                              | 1500 m (m)           | 26e       | vr2: 2.17,089 (4e)                                                          |
| Yuri Confortola                                                           | 500 m (m)            | 30e       | vr6: 1.17,401 (4e)                                                          |
| Yuri Confortola                                                           | 1000 m (m)           | 9e        | vr5: 1.27,073 (1e), kf3: 1.24,788 (3e)                                      |
| Yuri Confortola                                                           | 1500 m (m)           | 13e       | vr4: 2.14,584 (1), hf3: 2.13645 (3e), B-finale: gediskwalificeerd           |
| Nicola Rodigari                                                           | 500 m (m)            | 19e       | v4: 42,190 (3e)                                                             |
| Nicola Rodigari                                                           | 1000 m (m)           | 17e       | vr3: 1.41,117 (3e/adv), kf2: gediskwalificeerd                              |
| Nicola Rodigari                                                           | 1500 m (m)           | 8e        | vr3: 2.12,609 (3e), hf1: 2.11,402 (4e), B-finale: 2.18,422 (2e)             |
| Nicolas Bean Yuri Confortola Claudio Rinaldi Nicola Rodigari              | 5000 m aflossing (m) | 8e        | vr1: gediskwalificeerd                                                      |
|                                                                           |                      |           |                                                                             |
| Arianna Fontana                                                           | 500 m (v)            | Brons     | vr5: 44,482 (1e), kf3: 44,257 (2e), hf1: 43,991 (2e), A-finale: 43,804 (3e) |
| Arianna Fontana                                                           | 1000 m (v)           | 12e       | vr4: 1.32,640 (2e), kf4: 1.32,472 (3e)                                      |
| Arianna Fontana                                                           | 1500 m (v)           | 9e        | vr5: 2.27,120 (1e), hf3: 2.21,522 (3e), B-finale: 2.42,801 (1e)             |
| Cecilia Maffei                                                            | 500 m (v)            | 22e       | vr3: 44,948 (3e)                                                            |
| Cecilia Maffei                                                            | 1000 m (v)           | 21e       | vr3: 1.32,615 (3e)                                                          |
| Cecilia Maffei                                                            | 1500 m (v)           | 26e       | vr4: 2.24,931 (5e)                                                          |
| Martina Valcepina                                                         | 500 m (v)            | 31e       | vr4: 1.08,173 (4e)                                                          |
| Katia Zini                                                                | 1500 m (v)           | 31e       | vr3: 2.30,606 (6e)                                                          |
| Arianna Fontana Cecilia Maffei Lucia Peretti Martina Valcepina Katia Zini | 3000 m aflossing (v) | 6e        | hf1: 4.23,950 (4e), B-finale: 4.18,559 (3e)                                 |

### Skeleton
| Olympiër           | Discipline | Resultaat | Prestatie                                                         |
| ------------------ | ---------- | --------- | ----------------------------------------------------------------- |
| Nicola Drocco      | mannen     | 26e       | 2.45,34 (55,77 / 55,60 / 54,97 / niet gekwalificeerd voor 4e run) |
| Costanza Zanoletti | vrouwen    | 15e       | 3.41,80 (55,48 / 55,63 / 55,38 / 55,31)                           |

### Snowboarden
| Olympiër           | Discipline               | Resultaat | Prestatie                                                                                     |
| ------------------ | ------------------------ | --------- | --------------------------------------------------------------------------------------------- |
| Simone Malusa      | cross (m)                | 30e       | kwalificatie: 30e (1.24,53) achtste finale: 3e - uitgeschakeld                                |
| Stefano Pozzolini  | cross (m)                | 14e       | kwalificatie: 18e (1.23,08) achtste finale: 2e kwartfinale: 3e - uitgeschakeld                |
| Federico Raimo     | cross (m)                | 22e       | kwalificatie: 19e (1.23,16) achtste finale: 4e - uitgeschakeld                                |
| Alberto Schiavon   | cross (m)                | 21e       | kwalificatie: 13e (1.22,33) achtste finale: 3e - uitgeschakeld                                |
| Manuel Pietropoli  | halfpipe (m)             | 39e       | kwalificatie: 20e; 9,3 ptn (9,3 en 5,2) - uitgeschakeld                                       |
| Aaron March        | parallelreuzenslalom (m) | 15e       | kwalificatie: 13e (1.18,36) achtste finale: verloren van Benjamin Karl ( AUT) - uitgeschakeld |
| Roland Fischnaller | parallelreuzenslalom (m) | 18e       | kwalificatie: 18e (1.18,87) - uitgeschakeld                                                   |
| Meinhard Erlacher  | parallelreuzenslalom (m) | 21e       | kwalificatie: 21e (1.20,14) - uitgeschakeld                                                   |
|                    |                          |           |                                                                                               |
| Raffaella Brutto   | cross (v)                | 17e       | kwalificatie: 17e (1.34,12) - uitgeschakeld                                                   |
| Carmen Ranigler    | parallelreuzenslalom (v) | 25e       | kwalificatie: 25e (1.26,93) - uitgeschakeld                                                   |
| Corinna Boccacini  | parallelreuzenslalom (v) | 26e       | kwalificatie: 26e (1.28,88) - uitgeschakeld                                                   |

Albanië · Algerije · Andorra · Argentinië · Armenië · Australië · Azerbeidzjan · België · Bermuda · Bosnië en Herzegovina · Brazilië · Bulgarije · Canada · Chili · China · Chinees Taipei · Colombia · Cyprus · Denemarken · Duitsland · Estland · Ethiopië · Finland · Frankrijk · Georgië · Ghana · Griekenland · Groot-Brittannië · Hongarije · Hongkong · Ierland · IJsland · India · Iran · Israël · Italië · Jamaica · Japan · Kaaimaneilanden · Kazachstan · Kirgizië · Kroatië · Letland · Libanon · Liechtenstein · Litouwen · Macedonië · Marokko · Mexico · Moldavië · Monaco · Mongolië · Montenegro · Nederland · Nepal · Nieuw-Zeeland · Noord-Korea · Noorwegen · Oekraïne · Oezbekistan · Oostenrijk · Pakistan · Peru · Polen · Portugal · Roemenië · Rusland · San Marino · Senegal · Servië · Slovenië · Slowakije · Spanje · Tadzjikistan · Tsjechië · Turkije · Verenigde Staten · Wit-Rusland · Zuid-Afrika · Zuid-Korea · Zweden · Zwitserland